# بیسبال در المپیک تابستانی ۱۹۵۲
بیسبال در بازی‌های المپیک تابستانی ۱۹۵۲ نام رویداد ورزش بیسبال در بازی‌های المپیک تابستانی بود که در سال ۱۹۵۲ برگزار شد.